# (9609) Ponomarevalya
(9609) Ponomarevalya (1992 QL2) – planetoida z pasa głównego asteroid okrążająca Słońce w ciągu 5,22 lat w średniej odległości 3,01 j.a. Odkryta 26 sierpnia 1992 roku.
Nazwą upamiętniona została Walentina Leonidowna Ponomariewa (ur. 1933), radziecka kosmonautka narodowości ukraińskiej.